# Gran Premio Industria e Artigianato 2001
Il Gran Premio Industria e Artigianato 2001, trentacinquesima edizione della corsa e venticinquesima con questa denominazione, si svolse il 5 maggio su un percorso di 200 km, con arrivo a Larciano. Fu vinto dall'italiano Davide Rebellin della Liquigas-Pata davanti ai suoi connazionali Francesco Casagrande e Danilo Di Luca.

## Ordine d'arrivo (Top 10)
| Pos. | Corridore            | Squadra                  | Tempo    |
| ---- | -------------------- | ------------------------ | -------- |
| 1    | Davide Rebellin      | Liquigas-Pata            | 5h00'15" |
| 2    | Francesco Casagrande | Fassa Bortolo            | s.t.     |
| 3    | Danilo Di Luca       | Cantina Tollo            | a 48"    |
| 4    | Giuliano Figueras    | Ceramiche Panaria-Fiordo | s.t.     |
| 5    | Serhij Hončar        | Liquigas-Pata            | s.t.     |
| 6    | Stefano Garzelli     | Mapei-Quick Step         | s.t.     |
| 7    | José Luis Arrieta    | iBanesto.com             | s.t.     |
| 8    | Massimiliano Gentili | Cantina Tollo            | s.t.     |
| 9    | Paolo Tiralongo      | Fassa Bortolo            | s.t.     |
| 10   | Paolo Lanfranchi     | Mapei-Quick Step         | s.t.     |